# Pessimismo (storiografia)
Il pessimismo nella storiografia può essere inteso come la trasposizione sul piano della descrizione della storia di quell'atteggiamento sentimentale che tende a sottolineare gli aspetti negativi di un'esperienza della realtà. In questo senso il pessimismo non avrebbe maggior valore di verità storica di quella contrapposta disposizione psicologica dell'ottimismo che tende a prevedere e giudicare favorevolmente il corso degli eventi. Tuttavia 

## Storici greci
Il pessimismo storiografico si manifesta inizialmente nella concezione culturale greca della vita e come conseguenza degli avvenimenti che caratterizzano la storia della Grecia classica attraversata da continue guerre dovute allo spirito bellico proprio di quella cultura "agonale" che contraddistingueva la base etica della classe dirigente aristocratica. Un comportamento di competizione che si manifestava nei più vari settori della vita pubblica come le assemblee politiche, i dibattiti nei tribunali, le contese filosofiche, gli agoni lirici dove si confrontavano rapsodi, poeti, tragediografi e commediografi e che trovava sfogo soprattutto nelle guerre, valore riservato all'aristocrazia. 
L'esponente più antico del pessimismo storico è Erodoto (484 a.C.–dopo il 430 a.C.) che considera i valori della storia e le azioni umane con una visione analoga e paragonabile a quella dominante nel mondo dell'epos, in cui gli uomini gareggiano e agiscono spinti dal desiderio di gloria nell'intento di lasciare un ricordo imperituro di sé ma alla fine falliscono nei loro intenti perché il successo non è mai definitivo come insegna la storia degli Stati che si avvicendano per la fatalità che governa il mondo. Sebbene la ricerca storiografica dello storico greco tenda alla razionalizzazione del presente nella ricerca di una dinamica cause-conseguenze, la composizione erodotea non può fare a meno di ammettere l'esistenza di un'entità divina, terribile e sconvolgente alla quale, in ultima istanza, andavano ricondotti i rovesci del destino. Protagonista della storia è la divinità, che è garante dell'ordine universale ed è quindi una divinità conservatrice. Nell'attimo stesso in cui l'ordine viene compromesso la divinità interviene, in base a quel principio che l'autore definisce come φθόνος θεῶν, l'"invidia degli dei" dalle caratteristiche umane e custodi gelosi della propria gloria e del proprio potere. L'uomo che ottiene troppa fortuna, ὄλβος ("olbos", "felicità" o "fortuna") compie un atto di ὕβρις ("hybris", "tracotanza") incorrendo nella "invidia degli dei"), e di conseguenza deve ricevere una punizione da parte degli dei, che può essere morte, sofferenza o perdita della κλέος ("kleos", "gloria"). 
Tucidide (460 a.C. circa–dopo il 404 a.C.) pur condividendo il pessimismo erodoteo scorge nella storia il principio tutto umano che guida gli eventi ossia la tendenza ad aumentare la propria potenza, tratto caratteristico e indissolubile della società umana. Quando gli Stati entrano in competizione non sono possibili altri esiti se non la guerra di annientamento: trattati di pace, accordi di convivenza, alleanze potranno avere luogo, ma solo per tempi e modi limitati, perché il desiderio di accrescimento non può che comportare la volontà di annientare il rivale.
All'interpretazione di Rodolfo Mondolfo che sostiene che il pessimismo emerge in superficie nell'animo greco «sia con la fosca visione di un'esistenza dannata al male dalla ostilità degli dei, sia con la svalutazione e condanna mistica della vita corporea»  si oppone la tesi sostenuta da A.Croiset che vede nell'atteggiamento melanconico dei greci un elemento collaterale di un fondamentale ottimismo nella vita contrassegnata da un incessante attivismo.
Una concezione non pessimistica dei greci è anche condivisa da Max Pohlenz: «Pessimisti i Greci?...Contro questa teoria il nostro intimo non tarda a ribellarsi» poiché se è vero che il pessimismo è un sentimento rinunciatario e paralizzante della volontà invece i Greci «dimostrarono tanta energia vitale che compirono cose eccelse nei campi più diversi» e infine anche nella loro filosofia «l'unico filosofo greco che si sentisse chiamato a farsi profeta di una visione pessimistica del mondo» fu Egesia ma perché gli era toccato assistere alla caduta della polis e perché condivideva il pensiero dell'edonista Aristippo

## Storici romani
Dalla storiografia greca il pessimismo si trasfonde negli storici romani a cominciare da Sallustio (86 a.C.–34 a.C.) che ha la visione forse più pessimistica in assoluto. Altri storici romani pur criticando negativamente il tempo in cui vivono tuttavia guardano con nostalgia e ammirazione alla storia delle origini. Una visione che anche Sallustio sembra condividere quando sostiene che prima della sconfitta definitiva di Cartagine lo Stato romano era sano ma in seguito si convince che in fondo non furono le tradizionali virtù romane a rendere forte lo Stato ma solo la paura dei nemici che una volta sconfitti hanno permesso quelle feroci lotte politiche presenti anche nell'età repubblicana.
Diverso l'ambiente storico in cui vive Livio (59 a.C.–17): lo stabilirsi dell'età augustea con la fine delle guerre civili ricostituiscono le condizioni politiche e sociali che si rifanno ai valori e alla morale della tradizione propagandati da Augusto. Nella storiografia di Livio prevale non più la critica della società corrotta ma l'entusiasmo per il ritorno ai valori tradizionali romani di modo che egli è lo storico che interrompe quella corrente pessimistica dell'età precedente e che continuerà dopo di lui con Publio Cornelio Tacito (55/58–117/120) che vive in un periodo in cui il sistema imperiale è ormai consolidato. 
Tacito è convinto che il principato è stato la dolorosa e necessaria soluzione storica ma condanna lo svuotamento di potere che ha operato Augusto delle magistrature repubblicane aprendo così la via alla corruzione e all'avidità di potere personale che ha colpito anche il senato segnato dal servilismo nei confronti del princeps. 

## Storiografia cristiana
Con la storiografia cristiana cambia radicalmente il modo d'intendere il rapporto dell'uomo con la storia. Nel 449, in occasione del Concilio di Efeso, papa Leone Magno (440-461) ordina di bruciare i libri di Tacito e di altri storici romani "perché superstiziosi e pagani". Lo storico infatti deve essere "ministro della verità" e occorre che conosca la storia dell’umanità e del popolo eletto come attestano l’Antico e il Nuovo Testamento e la cronologia dalla creazione del mondo fino ad oggi essenziale affinché si possano stabilire le date certe di ogni evento e in particolare l'inizio e la fine del mondo. In questo modo si potrà anche dimostrare l'antichità della fede cristiana e la certezza della resurrezione alla fine dei tempi. Lo storico pagano ha guardato al passato per trovare segni di speranza per un cambiamento dell'oscuro presente, lo storico cristiano concepisce la storia con una visione che abbraccia tutto il passato, partendo da Adamo, e tutto il futuro fino alla fine della storia con la resurrezione dei santi. La storia è segnata dal peccato d'Adamo ma Dio si è incarnato per rifondare la Civitas Dei e ha affidato alla Chiesa la missione di assicurarne il trionfo finale. Da questa concezione nasce l'ottimismo di Orosio (375 circa– 420 circa) che confida che «tutta la storia nel suo complesso converga verso il bene»

## Pessimismo rinascimentale
Gli storici rinascimentali abbandonarono la visione medievale di derivazione cristiana legata a un concetto di tempo segnato dall'avvento di Cristo, per sviluppare una storia non più legata alla teologia esaltando invece il mondo greco-romano, condannando il Medioevo come un'era di barbarie e perseguendo ottimisticamente il mito di restaurazione della classicità greco-romana. Torna la visione pessimistica delle forze che nella storiografia greca guidavano la storia umana: la Natura e la Fortuna che, diversamente dalla Provvidenza cristiana medioevale, rendono impossibile all'uomo dominare gli eventi storici neppure usando virtù e intelligenza. In particolare, scrittori come Machiavelli o Guicciardini manifestano spesso un forte pessimismo Rinascimentale per le cose d'Italia e del mondo, in emulazione alla tradizione Greco-Romana. Tra disgrazie e calamità, l'uomo è portato a badare al proprio "particulare" anziché all'interesse generale.

## Storici illuministi
Attraverso l'esame critico della storia, lo storico illuminista può riconoscere la continuità dell'opera della ragione e denunciare gli errori e le contraffazioni con cui erano state tramandate sino ad allora le vicende umane allo scopo di mantenere gli uomini nella superstizione e nell'ignoranza. Nella storia passata pessimisticamente «si vedono gli errori e i pregiudizi susseguirsi via via e cacciare in bando la verità e la ragione.
La mutevolezza degli avvenimenti storici è solo apparente: al di là di queste differenze l'illuminista coglie ottimisticamente il lento ma costante emergere sulla superstizione e l'errore dell'elemento immutabile della ragione che costruirà una società universale libera, egualitaria, progressiva nel senso della felicità. 

## Gli storici romantici
Il Romanticismo supera la concezione illuminista della storia, a cui fu rimproverato di basarsi ottimisticamente su un'idea della ragione astratta e livellatrice, che in nome dei suoi principi generici era in realtà giunta a produrre le stragi del Terrore della Rivoluzione francese. A quella i romantici sostituirono una «ragione storica», che tenesse conto anche delle peculiarità e dello spirito dei diversi popoli, a volte assimilati a degli organismi viventi, con una loro anima e una loro storia. e una nuova concezione della storia che mettesse in discussione la convinzione illuminista della capacità degli uomini di costruire e guidare la storia con la ragione.

## Positivismo storiografico
Il positivismo storiografico ereditò dal romanticismo il principio della evoluzione della storia, il metodo dell'analisi critica delle fonti e una concezione unitaria della storia (la cosiddetta "storia sociale") mentre condivise con l'illuminismo la concezione ottimistica del progresso, favorito dalle scienze, della condizione umana.

## Finis historiae
In seguito agli immani disastri che hanno caratterizzato il mondo occidentale nel corso del XX secolo, ci si è chiesto come quegli avvenimenti prodotti dall'uomo siano potuti avvenire in un'Europa erede della ragione illuministica. I filosofi testimoni della catastrofe europea come Walter Benjamin, Theodor Adorno, Max Horkheimer, e Emmanuel Lévinas si sono domandati pessimisticamente quale possa essere il senso di una filosofia che ancora si illuda di definire razionalmente l'animo e l'agire dell'uomo. Tuttavia il filosofo non può chiudere gli occhi di fronte agli eventi e ancora una volta sente il dovere di tentare di illuminare razionalmente il buio della storia.
La negazione che eventi catastrofici possano interrompere il corso della storia e segnare la sua fine è propria dello storicismo di Benedetto Croce per cui è errato credere ad una presenza del negativo, del male nella storia dove è invece sempre un progresso inarrestabile che fa della negatività un gradino su cui si esercita la forza del positivo. Se così non è stato nella visione di alcuni storici questo è accaduto per l'insufficienza dell'analisi storica che ha portato a condanne arbitrarie come quella nei riguardi del Medioevo, condannato nel Rinascimento ed apprezzato invece nel Romanticismo. Una storia solo negativa è una non storia, una pseudo storia poetica dove prevalgono i sentimenti e i giudizi morali. Certo periodi critici esistono nella storia ma questi vanno considerati non in sé ma come momenti di passaggio da un periodo, per certi aspetti positivo, ad un altro ancora migliore.
La visione pessimistica della fine della storia è stata ripresa dall'economista Francis Fukuyama secondo cui il processo di evoluzione sociale, economica e politica dell'umanità avrebbe raggiunto il suo apice alla fine del XX secolo, e da questo momento si starebbe aprendo una fase finale di conclusione della storia in quanto tale.
In particolare il concetto è sviluppato in un saggio del 1992, The End of History and the last man, pubblicato in italiano come La fine della storia e l'ultimo uomo. Il testo di Fukuyama derivava da The End of History?, un saggio pubblicato su The National Interest nell'estate 1989 in risposta all'invito a tenere una lezione sul tema della fine della storia presso la cattedra di filosofia politica all'Università di Chicago.